# Brookesia therezieni
Brookesia therezieni este o specie de cameleoni din genul Brookesia, familia Chamaeleonidae, descrisă de Edouard-Raoul Brygoo și Domergue 1970. A fost clasificată de IUCN ca specie cu risc scăzut. Conform Catalogue of Life specia Brookesia therezieni nu are subspecii cunoscute.